# Parma (Idaho)
Parma es una ciudad ubicada en el condado de Canyon en el estado estadounidense de Idaho. En el Censo de 2010 tenía una población de 1983 habitantes y una densidad poblacional de 689,15 personas por km².

## Geografía
Parma se encuentra ubicada en las coordenadas 43°47′11″N 116°56′33″O / 43.78639, -116.94250. Según la Oficina del Censo de los Estados Unidos, Parma tiene una superficie total de 2.88 km², de la cual 2.85 km² corresponden a tierra firme y (0.9%) 0.03 km² es agua.

## Demografía
Según el censo de 2010, había 1983 personas residiendo en Parma. La densidad de población era de 689,15 hab./km². De los 1983 habitantes, Parma estaba compuesto por el 0.08% blancos, el 0.35% eran afroamericanos, el 1.16% eran amerindios, el 0.71% eran asiáticos, el 0% eran isleños del Pacífico, el 19.97% eran de otras razas y el 2.37% pertenecían a dos o más razas. Del total de la población el 30.96% eran hispanos o latinos de cualquier raza.